# Motobloc Type R (1908)
Dieser Motobloc Type R ist ein Pkw-Modell von 1908. Hersteller war Motobloc im französischen Bordeaux.

## Beschreibung
Motobloc stellte von 1907 bis 1909 den Type P her, der überwiegend bei Autorennen eingesetzt wurde. Der Type R ist dessen Straßenversion. Er hat einen Vierzylindermotor mit etwa 12 Liter Hubraum. Die steuerliche Einstufung von 90 CV ist bekannt.
Sowohl der Type R von 1912 bis 1914 als auch der Type R von 1922 bis 1928 haben wesentlich kleinere Motoren und tragen nur dieselbe Bezeichnung.